# Platygaster suecica
Platygaster suecica är en stekelart som först beskrevs av Jean-Jacques Kieffer 1926.  Platygaster suecica ingår i släktet Platygaster och familjen gallmyggesteklar. Arten är reproducerande i Sverige. Inga underarter finns listade i Catalogue of Life.